# Maymun-Diz
Maymūn-Diz (en persa: میمون دز‎) fue una importante fortaleza de los nizaríes ismailíes del periodo Alamut, localizada cerca del castillo de Alamut. Su ubicación o identificación exacta ha sido un asunto de debate.
Las ubicaciones propuestas incluyen la cueva de Shams Kalayeh, el castillo de Navizar Shah y la cima del monte Shatan, cerca de Khoshk Chal.
La fortaleza fue entregada por el imán Rukn-ud-Din Khurshah, quién residía allí, al rendirse a los invasores mongoles bajo el mando de Hulagu Khan, y fue posteriormente desmantelada. Esto resultó en la rendición de casi todos los demás fuertes de la región de Qumis (excepto Lamasar y Gerdkuh) y el colapso del estado nizarí.

## Historia
La fecha del inicio de la construcción por los nizaríes varía entre 1097 (de acuerdo a Jami al-Tawarij), 1103 (según Zubdat al-Tawarij), y durante el imanato de Ala al-Din Muhammad (de acuerdo a Tarikh-i Jahangushay). La fortaleza estaba sobre un gran espolón rocoso que se alzaba casi verticalmente desde el valle. Sus murallas estaban hechas de yeso y grava. Otras fuentes describen a Maymun-Diz como una "extraordinaria cueva fortificada".
Después de la invasión mongola a Corasmia y la subsecuente muerte del último emperador jorezmita, Hulagu Khan empezó para conquistar los baluartes nizaríes como su principal objetivo. Demandó al imán nizarí Rukn al-Din Khurshah desmantelar las fortalezas nizaríes, incluyendo Alamut, y rendirse ante Hulagu Khan, quien había alcanzado Rudbar. Khurshah residía en Maymun-Diz, la cual pronto se vio rodeada por Hulagu Khan y sus ocho tümens (80.000 soldados). Equipos selectos de luchadores mongoles fueron distribuidos en intervalos de alrededor de 250 metros desde la cima al valle.
Aparentemente, los mongoles estaban indecisos de presionar el asedio de Maymun-Diz, y fueron persuadidos para aceptar alguna clase de acuerdo. Cuando el invierno se acercaba, los sitiadores mongoles enfrentaron problemas de suministro debido a la dificultad de encontrar forraje para sus caballos. El 19 de noviembre de 1256, Khurshah con un grupo de notables dejaron la fortaleza y se rindieron finalmente a Hulagu Khan. Considerando lo bien fortificada y aprovisionada que estaba Alamut, los mongoles celebraron la rendición. Un grupo de nizaríes siguió luchando en una última defensa en el "qubba" (estructura en forma de domo dentro del fuerte) pero fueron asesinados. Maymun-Diz fue posteriormente destruido y sus habitantes terminaron masacrados. Este hecho es tradicionalmente considerado la fecha de desaparición del estado nizarí.